# While Waiting for the Red Spectacles
While Waiting for the Red Spectacles (紅い眼鏡を待ちつつ?, Akai Megane O Machi Tsutsu) è un radiodramma del 1987 scritto e condotto da Mamoru Oshii, con musica composta ed eseguita da Kenji Kawai.
Trasmesso dalla Radio Nihon nel gennaio 1987, venne pensato come introduzione alla Kerberos saga ed in particolare, come sottolinea il titolo stesso, alla prima opera ambientata in questo universo narrativo, ovvero The Red Spectacles, realizzata da Oshii lo stesso anno e uscita nelle sale cinematografiche un mese dopo il radiodramma.
Nel 2000, venne stampato su CD e pubblicato come allegato all'edizione limitata di Kerberos Panzer Cop: Complete Book [Zen].

## Trama
Il radiodramma è incentrato sugli eventi accaduti a Koichi Todome durante il suo esilio dal Giappone dopo la rivolta dei Kerberos, prima che Inui arrivasse a Taiwan in cerca di lui. Cronologicamente le vicende sono ambientati tra i due film  The Red Spectacles e StrayDog: Kerberos Panzer Cops (che ne è il prequel).

## Manga
Nel 1999, il capitolo 3rd night: Story of the incident of Fast Food Grifter Cold Badger Masa's clubbing to death venne adattato come manga e pubblicato come sesto atto della serie Kerberos Panzer Cop.

## Produzione

### Cast
- 局員A: Akio Ōtsuka (大塚明夫)
- 局員B: Takashi Matsuyama (松山鷹志)
- 局員C: Rei Sakuma (佐久間レイ)
- 局員D: Mako Hyodo (兵藤まこ)
- Annunciatore dell'aeroporto: Rei Sakuma (佐久間レイ)
- Police radio A: Takashi Matsuyama (松山鷹志)
- Police radio B: Haji Takaya (土師孝也)
- Police radio C: Akio Ohtsuka (大塚明夫)
- Narratore: Haji Takaya (土師孝也)

### Staff
- 原案・脚本: Mamoru Oshii, (伊藤和典)
- 録音演出: (若林和弘)
- 調整: (門倉徹), (高野慎二)
- 音楽: (川井憲次)
- 監督: (押井守)
- Studio di registrazione: Tokyo TV Center
- Edizione originale: Pair Pair Animage / Radio Japan
- Periodo di trasmissione: 26~30 gennaio 1987

## Colonna sonora

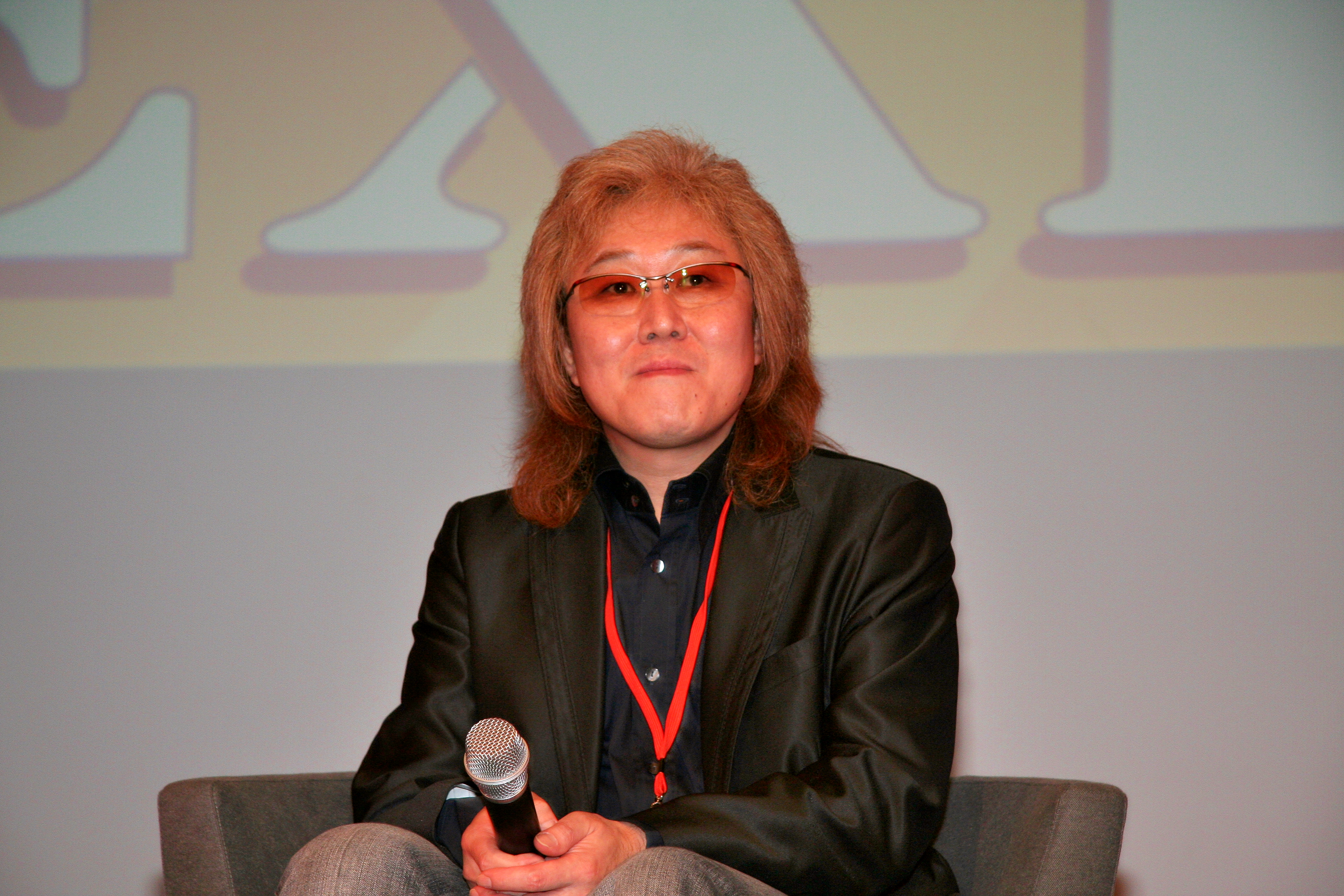
Kenji Kawai nel 2007.

- 1st night: Kerberos Night - The Rise and Fall of the Panzer Detective

(第一夜 ケルベロスの夜－機甲刑事の栄光と没落)
- 2nd night: Kerberos Night - Dog's name: "Koichi Todome"

(第二夜 ケルベロスの夜－犬の名は都々目紅一)
- 3rd night: Tachiguishi Night - Story of the incident of Fast Food Grifter Cold Badger Masa's clubbing to death

(第三夜 立食師たちの夜－マッハ軒立食師撲殺事件・異聞)
- 4th night: Tachiguishi Night - The Fast Food Grifter becoming a myth ?

(第四夜 立食師たちの夜－師よ神話の人となるか)
- 5th night: Tachiguishi Night - Does the dog throw into the darkness of the battle and just leave ?

(第五夜 立食師たちの夜－犬は戦いの闇に舞い降りるか)

### Curiosità
I due temi principali vennero pubblicati nel 2003 nell'antologia di Kenji Kawai Cinema Anthology.